# Breath of Fire IV
 (avril 2018).
Si vous disposez d'ouvrages ou d'articles de référence ou si vous connaissez des sites web de qualité traitant du thème abordé ici, merci de compléter l'article en donnant les références utiles à sa vérifiabilité et en les liant à la section « Notes et références ».
Breath of Fire IV  est un jeu vidéo de type jeu de rôle, développé par Capcom Production Studio 3 et édité par Capcom, qui signe là, le 4e volet de la série. Le jeu est sorti sur PlayStation en 2000 - 2001 dans le monde. Le portage PC n'est sorti qu'en 2003, existe également sur PlayStation 2.

## Scénario

### Synopsis
Breath of Fire IV vous permet de suivre l’aventure de Ryu, jeune humain perdu, qui ignore ses origines et qui découvrira qui il est, au cours de son voyage pendant lequel il rencontre divers personnages. La quête du héros est dévoilée peu à peu au cours d’un scénario dont l’aboutissement est le fruit de votre choix et qui réserve bien des surprises.

### Les personnages

#### Ryu
Ryu, le héros ignore tout de ses origines au départ de l'aventure. Après sa rencontre avec Nina, il accepte de l'accompagner afin de rechercher des indices sur son passé. À défaut d'en trouver, il continuera sa route en compagnie de la princesse mais son identité de dragon se révèlera à lui peu à peu, avant de se transformer en un véritable pouvoir orientant sa quête vers la recherche de celui qui détient l'autre partie des pouvoirs de dragons : Fou-Lu. En combat, Ryu ne dispose pas de sorts de magie, mais de la possibilité de se transformer en dragons. De nouveaux gènes découverts au cours de l'histoire lui permettent différentes transformations assez coûteuses en points de capacité (ou de magie), mais qui lui permettent d'accéder à des magies de niveaux supérieurs et d'augmenter ses différentes statistiques de manière plus ou moins importantes selon le type de dragon. Pour l'attaque physique, Ryu utilise une épée qui lui confère une force suffisante. Au niveau statistique, Ryu est un personnage équilibré disposant d'un nombre de points de capacité assez important et vital pour les transformations en dragon. Comme dans les autres opus de la saga, notre héros ne parle pas mais ses expressions sont souvent bien révélatrices de ce qu'il pense ou ressent.

#### Fou-Lu
Fondateur de l'empire fou du continent ouest et ainsi autoproclamé premier empereur après avoir restauré la paix, il est connu pour son côté mi-Dieu ; il avait notamment prédit sa résurrection alors qu'il était souffrant. Vous commencez à le manipuler lorsque "le temps est venu pour lui de revenir prendre sa place" comme il l'affirme. C'est un personnage très sûr de lui, de par son caractère divin et qui n'hésite pas à tuer sans même se poser de question. À ses yeux, les sentiments humains n'ont aucun sens. Les quelques fans de Final Fantasy lui trouveront certainement de nombreux points communs à un certain Sephiroth. Vous dirigez Fou-Lu seul à certains moments de l'histoire mais bien moins souvent que Ryu. Tout comme ce dernier, vous pouvez invoquer et vous transformer en dragon à la seule différence que seul Fou-Lu possède les dragons de glace et Ryu ceux de feu. Fou-Lu utilise lui aussi une épée, qu'il fait apparaître dans sa main au début du combat. C'est un personnage également très équilibré mais beaucoup plus puissant que Ryu au début de l'aventure puisqu'il est de niveau 64 (contre 1 pour son vis-à-vis).

#### Nina
Nina est une princesse originaire de Wyndia, partie avec Cray à la recherche de sa sœur la princesse Elena dont elle est sans nouvelles depuis que celle-ci est arrivée à Synesta. Après un crash dans le désert, elle laissera Cray un instant, le temps d'essayer de trouver des pièces afin de réparer l'engin endommagé, avec lequel ils se déplaçaient. C'est au cours de ce périple qu'elle rencontre Ryu et lui propose de l'accompagner. De là commence à naître le groupe. Nina est sensible, fragile mais très dévouée. Elle ignore tout des dragons, mais malgré ça, elle n'hésite pas à rester avec Ryu même dans les situations les plus terribles. En combat, Nina est une pure magicienne. Ses points forts sont la magie du vent et les soins et ses points faibles concernent les attaques physiques.

#### Cray
Membre de la tribu des Worens, Cray est un chef par nature. Ayant des liens avec la famille royale de Wyndia, c'est tout naturellement qu'il accompagne Nina à la recherche de la princesse disparue. Très responsable, il se met malgré tout dans des situations assez embarrassantes. Courageux, il assume la responsabilité de ses actes. Membre de la tribu des Worens, il peut se révéler très agressif. Cray manipule une sorte de grande masse en bois qui lui confère une très grande force. Il possède une grande défense et une excellente vitalité, mais de grands défauts en matière de magie. Toutefois, il possède les sorts de terre ainsi que ceux de soutien.

#### Ershin
"Just a piece of armor" dit-elle, elle-même. Cette armure a une personnalité unique et pour le moins étrange. Travaillant à Chamba, ville touchée par la guerre civile, elle décide finalement de suivre le groupe pour des motifs étranges qui ne se révèleront pas anodins. Sa personnalité, elle la tient aussi de Deis, esprit prisonnier de cette armure. Personnage très égocentrique parlant d'elle à la troisième personne, elle sait aussi avoir beaucoup d'humour, surtout dans les situations tendues. Son action "bélier" lui permet de défoncer des murs fragiles ou des obstacles qui empêchent d'avancer. Malgré son caractère étrange, c'est un personnage dévoué qui n'hésitera pas à se sacrifier si cela permet de sauver les autres. Ershin possède beaucoup de magies spéciales et est assez polyvalente. Elle est simplement très lente et assez peu précise. Elle utilise des poings de toutes sortes pour terrasser ses ennemis.

#### Scias
C'est l'un des personnages les plus mystérieux. Il parle très peu, ce qui fait que sa personnalité s'exprime surtout pendant les combats. Ancien mercenaire de guerre au service du royaume de Ludia, il découvre le groupe alors qu'il est chargé de le surveiller. Sa mission comme ses motifs d'action sont étranges, ce qui pousse Ryu et le reste du groupe à se demander s'il s'agit d'un allié ou d'un ennemi. Scias semble être un personnage mi-humain mi-chien. Ses longs poils recouvrant ses yeux confirment son aspect mystérieux. En combat, Scias est un personnage assez équilibré et très rapide. Sa furtivité s'allie à son sabre pour venir à bout de ses adversaires en un rien de temps. Il manipule également les magies de glace et de guérison.

#### Ursula
Au service de l’empire fou d’occident, Ursula est un modèle pour tous les militaires. Chargé d’amener Ryu à l’empereur, elle découvrira toute la machination dont elle est victime avec ses hommes. Seule survivante après la bataille du village abandonné, elle mènera sa mission jusqu’au bout, conduisant Ryu au palais royal de Chedo en tenant au passage tête à Cray, leader du groupe. Véritable garçon manqué, elle n’est pas langue de bois et n’hésite pas à affirmer ce qui ne lui convient pas. Très vigilante, elle n’hésite pas à faire usage de son arme à feu pour intimider certaines personnes. En combat, elle peut très bien utiliser une arme à feu simple ou bien un mortier pour tuer toutes ses cibles en même temps. Malgré ça, elle est plutôt magicienne et manipule la magie des flammes et de soutien.

### L'histoire
Après des siècles de lutte sans fin, deux contrées isolées par des marécages infranchissables se sont enfin résignées à signer l’armistice. On raconte que la noble princesse de Wyndia, Elena, aurait mystérieusement disparu non loin des lignes du front. Affolée, sa sœur Nina et Cray se lancent à sa recherche. Nina rencontre alors un guerrier du nom de Ryu…
Tous deux vont essayer de retrouver Elena ainsi que des éléments permettant d’en savoir plus sur le passé de Ryu. Parallèlement, le 1er empereur de l’ouest Fou-Lu ressuscite sentant que le moment est venu de reprendre le pouvoir et d’exterminer la race humaine, symbole de la folie pour ce dieu. Au cours de son voyage semé d’embûches, Fou-Lu va faire des connaissances qui l’influeront, une fois son trône récupéré. Nina et Ryu vont quant à eux continuer la recherche d’Elena...

## Système de jeu

### Déplacements et options de carte
Le joueur peut se déplacer sur la carte uniquement le long des pointillés, indiquant qu’il a déjà emprunté le chemin. Afin de créer un nouveau chemin, il faut rentrer dans l’endroit (qui peut être une ville, une grotte, un chemin…) et le traverser afin de trouver une nouvelle sortie.
Vous pouvez aussi acquérir vers le milieu de la partie le pouvoir de téléportation qui vous permet de voyager d’un point à un autre sans avoir à traverser tous les chemins qui les séparent sur la carte.
Entré dans un endroit, vous pouvez vous déplacer dans toutes les directions et aussi changer la caméra de position si vous ne voyez plus votre personnage à cause de bâtiments ou de reliefs, ce qui permet aussi de repérer des trésors parfois peu visibles sous un autre angle de vue.
Vous pouvez également être immobilisé sur la carte. Un point d’interrogation apparaît sur votre tête et si vous le souhaitez, vous entrez dans une aire de combat. Certaines permettent l’accès à des zones secrètes. Si vous attendez un peu sur la carte avec le point d’interrogation, celui-ci disparaîtra et vous continuerez votre route jusqu’au prochain point.
Sur la carte, vous pouvez établir un campement. Grâce au campement, vous pouvez vous reposer, c’est-à-dire régénérer vos points de vie et de capacités. Vous avez aussi la possibilité de sauvegarder, de changer les compétences apprises auprès des maîtres et en combat et même de changer de maître.

### Système de combat
Les combats interviennent partout sauf dans les villes et les bourgades habitées. Alors que vous marchez, un écran de couleur apparaît (la plupart du temps, il est bleu) et jusqu’à trois de vos personnages apparaissent et s’arment pour le combat. Le nombre d’adversaires peut varier entre 1 et 6. Vous pouvez faire des combinaisons avec vos compétences spéciales, ce qui permet plus de dégâts.
Vous jouez tour à tour. Il n’y a pas de limite de temps pour choisir l’action que vous souhaitez. Vous choisissez d’abord votre personnage, puis l’action à lui faire faire : attaquer, défendre (ce qui permet aussi d’apprendre certaines compétences de l’ennemi), utiliser une attaque magique ou un objet. Vous avez également la possibilité de fuir, mais les chances de pouvoir s’en aller du combat sont aléatoires.
Vous disposez de 6 personnages au maximum en temps normal, mais seulement trois d’entre eux attaquent par tour ! Vous pouvez changer de personnages à chaque tour, les trois inactifs restant derrière et n’étant pas affectés par les attaques des ennemis. Ceux-ci gagnent alors une certaine quantité de points de capacités mais uniquement pour le combat en cours.
Les points de capacité font partie des caractéristiques des personnages et permettent d’invoquer des sorts magiques ou de faire appel à des compétences spéciales. Si les points de capacité sont trop faibles, certains sorts ne sont alors plus possibles.
Les points de vie déterminent la santé du personnage. S’ils tombent à 0, le personnage perd conscience et ne peut plus se battre jusqu’à la fin du combat sauf s’il est ranimé à l’aide d’un objet ou d’un sort. Si tous les personnages tombent à 0 de points de vie, vous avez perdu et devez recommencer à partir de votre dernière sauvegarde.
La force permet de déterminer la puissance physique du personnage.
La défense correspond à la résistance aux attaques physiques.
La sagesse correspond à la force et la défense magique.
L’agilité détermine la vitesse du personnage. En combat, si vous choisissez de faire attaquer un personnage lent en premier, les autres personnages participant au combat devront attendre que celui-ci ait lancé son attaque.
Vous remportez le combat dès que tous les ennemis sont morts. Vous gagnez des points d’expérience permettant de monter de niveau et donc d’augmenter vos caractéristiques et compétences. Vous gagnez également des zennys, monnaie du jeu vous permettant d’acheter des objets ou des armes.

### Particularités

#### Les transformations en dragon
Spécificité de la série, les transformations en dragon sont l’âme même du jeu. Deux personnages peuvent se transformer : Ryu et Fou-Lu. Il y a en tout 7 dragons mais il faut aussi compter leurs évolutions. Certains sont communs aux deux personnages (le myrmidon par exemple) et d’autres sont spécifiques aux personnages (l’astral pour Fou-Lu et l’aura pour Ryu).
L’avantage de ses transformations est bien évidemment l’augmentation de vos capacités qui varient plus ou moins selon le type de dragon. Les évolutions de dragon se font grâce à vos points de jeu. Grâce aux évolutions, vous avez accès à de nouvelles attaques (pour la plupart magiques), vos compétences sont augmentées et parfois la forme et la couleur du dragon changent.
La spécificité de Breath Of Fire IV réside, pour les dragons, dans les souffles. Certes, avant ils existaient, mais ils peuvent être ici intégrés aux combos et sont précédés d’une cinématique où l’on voit le dragon se préparant à exécuter son attaque.
Les transformations en dragon sont toutefois limitées dans le temps, et ceux-ci peuvent mourir au cours d’un combat. Cependant, vous pourrez les réinvoquer après vous être reposé.

#### Les maîtres
Les maîtres sont des personnages que vous rencontrons au fur et à mesure du jeu et qui acceptent de vous aider. Ils permettent d’augmenter certaines compétences et d’en diminuer d’autres. Ainsi, vous imposez à votre personnage le rythme que vous souhaitez. Vous pouvez ainsi compenser ses faiblesses ou alors augmenter au maximum ses points forts.
Les maîtres accepteront de vous former s’ils vous jugent assez forts. Ainsi, vous devez par exemple, avoir fait au moins une fois une combinaison à au moins 1500 points de dégâts avant de bénéficier de l’enseignement d’Una.
Les maîtres vous apprennent aussi des compétences que vous ne pouvez avoir pour la plupart que par eux. Là encore, ils exigent quelque chose avant de vous l’apprendre (pour apprendre super combo, Una demande d’avoir fait une combinaison à au moins 3000 points de dégâts)
Les maîtres peuvent aussi avoir une influence sur votre comportement en combat. Si un personnage suit l’enseignement de Kriryk, il va frapper une nouvelle fois l’adversaire si celui possède très peu de points de vie.

#### Les fées
Les fées font partie du scénario ; au cours de votre voyage, vous êtes amenés à les aider, mais très vite, vous découvrez en fait que vous devez prendre en main la petite communauté. Il s’agit en fait d’un bonus qui peut s’avérer très intéressant. En développant la communauté des fées, vous devez répartir les tâches. Ainsi, il vous appartient de trouver le bon équilibre entre chasse, construction, aménagement de l’espace. Si vous gérez bien l’organisation du village, vous pourrez très rapidement accéder à des activités bonus, des mini-jeux, des magasins ainsi qu’à l’intégralité des musiques et des dessins du jeu.

#### La pêche
Voici une autre particularité de la saga : la pêche. Ryu peut en effet pécher à différents endroits. Les poissons péchés sont alors considérés comme tout autre objet et peuvent guérir ou  servir au combat. Il existe différents points de pêche ; ainsi, vous pouvez très bien pécher dans une rivière comme dans la mer. Les poissons varient d’un endroit à un autre. Plus, vous avancez dans le jeu, plus vous obtenez de nouveaux appâts et plus vous pouvez pécher de nouveaux poissons.
Mais la pêche ne s’arrête pas là. Certains marchands appelés « Manillo » vous proposent des objets, des appâts et même des armes et des armures en l’échange de certains poissons. Plus les poissons échangés sont rares et difficile à pécher, plus les objets que vous obtenez sont rares.
De plus, avec les échanges, vous accumulez des points, qui vous permettent de valider des cartes. Une fois ces cartes remplies, vous pouvez les échanger contre les plus rares objets du jeu que vous ne pouvez obtenir qu’à travers cette pratique.

## Changements dans la version occidentale

### Traduction
La version américaine et européenne du jeu ont quelques points différents par rapport à la version originale japonaise.
Le nom de certains personnages ou des sorts des dragons ont été traduits en coréen, ou utilisent la transcription coréenne des kanji japonais.

### Censure
Quelques éléments et scènes ont été supprimées dans la version occidentale.
Dans la version originale japonaise, Scias est une version samurai d'un drunken master, et a une dépendance à l'alcool. En version occidentale, les traducteurs ont retiré toutes les références à l'alcool.
Plusieurs courtes scènes de l'histoire ont été retirées : Fou-Lu qui décapite un général, Ryu qui épie Nina et Ursula prenant un bain dans un lac, ainsi qu'Ursula qui se déshabille.

## Accueil
- Joypad : 6/10[3]